# Ruka Hirano
Ruka Hirano (jap. 平野 流佳 Hirano Ruka; ur. 12 marca 2002 w Osace) – japoński snowboardzista, specjalizujący się w konkurencji halfpipe, złoty medalista igrzysk olimpijskich młodzieży, mistrz świata juniorów.

## Kariera
Występy na arenie międzynarodowej rozpoczął na zawodach FIS w Japonii w styczniu 2016 roku. Po raz pierwszy poza krajem pochodzenia wystartował we wrześniu 2018 roku, podczas mistrzostw świata juniorów w Cardronie, w których zdobył srebrny medal. Na tej samej imprezie rozgrywanej rok później w Leysin był już najlepszy, jednocześnie zdobywając złoty medal i tytuł mistrza świata juniorów.
W zawodach Pucharu Świata zadebiutował w grudniu 2018 roku w amerykańskim Copper Mountain. Podczas debiutu zajął 15. lokatę w konkursie halfpipe’u. Już na kolejnych zawodach pucharowych w tym samym miesiącu, w chińskim Secret Garden stanął na podium, kończąc konkurs na drugim miejscu. W debiutanckim sezonie 2018/2019 zajął drugą pozycję w klasyfikacji halfpipe’u, uznając jedynie wyższość rodaka Yūto Totsuki. W lutym 2019 roku zadebiutował podczas mistrzostw świata w Park City, w których rywalizację ukończył na 13. lokacie. W styczniu 2020 roku zdobył złoty medal na igrzyskach olimpijskich młodzieży w Lozannie, wygrywając konkurs halfpipe’u. Pucharowy sezon 2019/2020 skończył na 3. miejscu w klasyfikacji halfpipe’u. W styczniu 2021 roku podczas zawodów Winter X Games 25 zdobył brązowy medal w konkurencji SuperPipe.

## Osiągnięcia

### Mistrzostwa Świata
| Miejsce | Dzień    | Rok  | Miejscowość | Konkurencja | Zwycięzca    |
| ------- | -------- | ---- | ----------- | ----------- | ------------ |
| 13.     | 8 lutego | 2019 | Park City   | Halfpipe    | Scotty James |
| 12.     | 13 marca | 2021 | Aspen       | Halfpipe    | Yūto Totsuka |

### Puchar Świata

#### Miejsca w klasyfikacji generalnej AFU
- sezon 2018/2019: 4.
- sezon 2019/2020: 4.
- sezon 2020/2021: 23.
- sezon 2021/2022:

#### Miejsca w klasyfikacji halfpipe
- sezon 2018/2019: 2.
- sezon 2019/2020: 3.
- sezon 2020/2021: 9.
- sezon 2021/2022:

#### Miejsca na podium
1. Secret Garden – 21 grudnia 2018 (halfpipe) – 2. miejsce
2. Calgary – 15 lutego 2019 (halfpipe) – 2. miejsce
3. Copper Mountain – 14 grudnia 2019 (halfpipe) – 3. miejsce
4. Secret Garden – 22 grudnia 2019 (halfpipe) – 3. miejsce
5. Mammoth Mountain – 31 stycznia 2020 (halfpipe) – 3. miejsce
6. Calgary – 15 lutego 2020 (halfpipe) – 1. miejsce
7. Laax – 23 stycznia 2021 (halfpipe) – 3. miejsce
8. Copper Mountain – 11 grudnia 2021 (halfpipe) – 1. miejsce